# Варнахар II
Варнахар II (Варнахарий II; лат. Warnacharus II, Warnacharius II; умер в 626 или 627, Макон) — майордом Бургундии (613—626/627).

## Биография

### Ранние годы
Основным историческим источником о жизни Варнахара II является «Хроника» Фредегара.
Варнахар II был выходцем из знатной франкской семьи, вероятно, владевшей поместьем в Гатине. Предполагается, что его близким родственником мог быть майордом Бургундии Варнахар I, скончавшийся в 599 году.
Первое упоминание о Варнахаре II в современных ему документах относится к 602 году. Этим временем датированы два послания папы римского Григория I Великого к королю Бургундии Теодориху II и его бабке Брунгильде. В этих письмах Варнахар упоминается как vir inluster и как лицо, особо приближённое к королевской семье. Это свидетельствует о высоком положении Варнахара в бургундском обществе уже в это время.

### Свержение Брунгильды

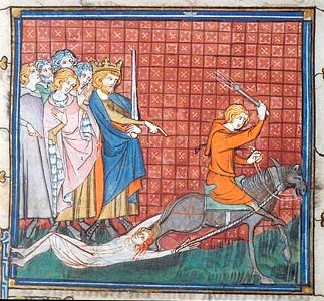
Казнь Брунгильды. Миниатюра XIV века

После смерти в 613 году короля Теодориха II престол перешёл к сыну скончавшегося монарха Сигиберту II. Так как он был ещё ребёнком, управлять королевством от его имени стала Брунгильда. С её согласия Варнахар II получил должность майордома Бургундии. Вероятно, на этом посту он стал преемником Клавдия.
В то время король Нейстрии Хлотарь II, единственный совершеннолетний член династии Меровингов, долгое время бывший в конфликте с правителями Австразии, начал подготовку к новой войне. На сторону правителя Нейстрии перешла и большая группа знатных австразийцев во главе с Арнульфом Мецским и Пипином Ланденским. Узнав об этом, королева Брунгильда направила Сигиберта II, Варнахара и Альбоина к тюрингам, намереваясь с помощью зарейнских войск отразить нападение Хлотаря. Однако Брунгильда, подозревая Варнахара в намерении перейти на сторону правителя Нейстрии, послала письмо Альбоину, поручив тому убить майордома как изменника. Однако текст послания случайно стал известен Варнахару. В ответ Варнахар, заключив союз со многими знатными бургундцами и австразийцами, в действительности подготовил заговор против Брунгильды и сыновей Теодориха II. Когда войска Сигиберта II и Хлотаря II сошлись для битвы неподалёку от Шалон-сюр-Марна, бургундские и австразийские войны покинули поле боя ещё до начала сражения. По приказу Варнахара II Брунгильда была взята под стражу и доставлена к Хлотарю. Вскоре она была казнена, не пощадили и никого из сыновей Теодориха II.

### Майордом короля Хлотаря II
Став правителем всех трёх франкских королевств — Нейстрии, Австразии и Бургундии — Хлотарь II предпринял меры для укрепления своих позиций в недавно приобретённых землях. Новым майордомом Австразии был назначен Радон, а в Бургундии эта должность была сохранена за Варнахаром II. При этом король поклялся, что Варнахар будет владеть этим постом пожизненно.
В 616 году Варнахар II вместе со многими бургундскими церковными и светскими лицами участвовал в государственном собрании в Бонней-сюр-Марне, на котором король Хлотарь II подтвердил ранее данные тем привилегии. О близости Варнахара к королю свидетельствует использование в отношении него в документах этого времени почётного титула «оптимат».
В 617 году Варнахар II оказался замешан в скандале: он и два других майордома, Гундоланд и Хуго, тайно получили от лангобардов по 1000 солидов за отказ от дальнейшего взимания ежегодной дани в 12 000 золотых монет в пользу Франкского государства. Хлотарь II также получил от послов 36 000 солидов и по совету своих подкупленных майордомов отказаться от лангобардской дани.
Известно, что Варнахар II был образованным человеком. Сохранилось послание епископа Парижа Серана, в котором тот писал, что отослал майордому по его просьбе житие святого Дезидерия Лангрского и ещё трёх мучеников.
Варнахар II вмешивался в церковные дела Бургундского королевства. В написанном Ионой из Боббио житии святого Колумбана сообщается, что в 626 или 627 году, желая сместить с должности аббата Люксёя Евстахия, в нарушение церковных канонов майордом повелел собрать в Маконе поместный собор. На нём Варнахар намеревался поддержать обвинения, выдвинутые против Евстахия Агрестием, одним из люксёйских монахов. Однако майордом умер в этом городе ещё до того, как собор начал работу.
Варнахар II был дважды женат. От первого брака он имел сына Година, а его дочь при содействии Хлотаря II была выдана замуж за герцога Арнеберта. Намереваясь унаследовать должность майордома, Годин ещё в год смерти отца женился на своей мачехе Берте, но их брак по требованию короля был признан незаконным. Вероятно, что Хлотарь не желал создания династии майордомов, способных ограничить его власть над Бургундией. Преследование со стороны короля вынудили Година в 627 году бежать сначала в австразийский Туль, а затем в Шартр. Хлотарь II по просьбе своего сына Дагоберта обещал Годину прощение, если тот откажется от брака с Бертой. В действительности же, Хлотарь подозревал сына Варнахара в подготовке заговора. Вскоре, несмотря на данную сыном Варнахара клятву верности монарху, Годин и несколько его сторонников были предательски убиты королевскими приближёнными.
По повелению Хлотаря II представители бургундской знати съехались в Труа, чтобы избрать преемника Варнахара. Однако участники собрания обратились к королю с просьбой не назначать нового майордома. Возможно, причиной этого стало нежелание представителей конкурирующих бургундских родов дать преимущество кому-либо из своих соперников. Король выполнил желание знати и взял Бургундию под своё непосредственное управление. Следующим бургундским майордомом был Эга, получивший эту должность в 639 году.